# Hit Mania Dance 1998
Hit Mania Dance 1998 è una raccolta di 20 successi da ballare pubblicata su CD e MC all'inizio del 1998.
Appartiene alla collana Hit Mania ed è stata mixata dal DJ Mauro Miclini.
La copertina è stata curata e progettata da Gorial.

## Tracce
1. De'Lacy – All i need is love – 2:35
2. Frank'o Moiraghi – Show me (feat. Amnesia) – 2:30
3. Boys r us – Singin' in my mind – 1:59
4. Ambigual – Party night – 2:44
5. Gala – Come into My Life – 2:12
6. Serious danger – Deeper – 3:06
7. Vestania – Fly free – 2:44
8. Fun Kee Runners – The real tribute – 2:48
9. Gigi D'Agostino – Gin lemon – 3:17
10. Skuba – Fly Robin Fly – 3:15
11. Basic Connection – Hablame Luna – 3:39
12. Sash! – Stay (feat. La Trec) – 2:55
13. Mario Più – All i need (feat. More) – 1:58
14. Paradisio – Vamos a la discoteca – 2:10
15. Regina – Close the door – 2:09
16. Kedo – Everybody – 2:34
17. Clarys – Take me over – 2:25
18. Crack – Tubthumping – 2:06
19. Steve Hurley & The voices of life – The word is love – 3:00
20. Marco Polo Cecere & A.K.Soul – Free (feat. Jocelin Brown) – 3:19

Durata totale: 53:25